# 18thライヴサーキット "暁" Live at NIPPON BUDOKAN 2023
『18thライヴサーキット "暁" Live at NIPPON BUDOKAN 2023』は、ポルノグラフィティのライヴ映像作品。2023年5月10日にSME Recordsよりリリースされた。

## 概要
前作『17thライヴサーキット "続・ポルノグラフィティ" Live at TOKYO GARDEN THEATER 2021』から1年2か月ぶりのリリースとなるライヴ映像作品。
12thアルバム『暁』を引っ提げ、2022年9月から2023年1月にかけて開催されたホールツアー『18thライヴサーキット "暁"』から、ツアーファイナルとなった日本武道館公演（2023年1月24日）のライヴ映像、同ツアー各地の公演の舞台裏を凝縮したドキュメンタリー映像が収録されている。
ジャケットは「暁」というまだ夜明け前の闇の時間を表すツアータイトルに準えてモノクロのデザインとなっている。
リリースに先駆け、4月3日に本作のティザー映像がポルノグラフィティ Official YouTube Channelで公開された。また、リリースの22日前にあたる4月18日からはYouTube Shorts・公式Instagramにて全22曲の一部映像が毎日1曲ずつ公開された。

## リリース形態
初回生産限定盤（3DVD+1CD／1BD+1CD）、通常盤（1DVD／1BD）の4形態でのリリース。
初回生産限定盤には2022年8月に全国各地の映画館で上映された映像作品『Visual Album "暁"』が収録されている他、日本武道館公演ではセットリスト変更により披露されなかった「サボテン」「Hard Days, Holy Night」「Stand for one's wish」「ジョバイロ」「オニオンスープ」のライヴ音源を収めたCDが付属する。また、同限定盤封入特典のLIVEフォトブックレットはジャケット同様に全写真モノクロのビジュアルとなっている。

## 収録内容

### DVD／BD
ライヴ映像は公演当日の配信・ライブビューイング及びWOWOWで放送されたライヴ映像と編集が異なっている。また、ドキュメンタリー映像も5月11日にスペースシャワーTVにて放送された『ポルノグラフィティ 「18thライヴサーキット"暁"」DOCUMENTARY』とは別視点で収めた映像となっている。
| #   | タイトル                                              | 作詞 | 作曲・編曲 |
| --- | ----------------------------------------------------- | ---- | ---------- |
| 1.  | 「悪霊少女 」                                         |      |            |
| 2.  | 「バトロワ・ゲームズ 」                               |      |            |
| 3.  | 「カメレオン・レンズ 」                               |      |            |
| 4.  | 「ネオメロドラマティック 」                           |      |            |
| 5.  | 「プリズム 」                                         |      |            |
| 6.  | 「愛が呼ぶほうへ 」                                   |      |            |
| 7.  | 「ナンバー 」                                         |      |            |
| 8.  | 「クラウド 」                                         |      |            |
| 9.  | 「ジルダ 」                                           |      |            |
| 10. | 「うたかた 」                                         |      |            |
| 11. | 「瞬く星の下で 」                                     |      |            |
| 12. | 「Zombies are standing out 」                         |      |            |
| 13. | 「メビウス 」                                         |      |            |
| 14. | 「証言 」                                             |      |            |
| 15. | 「アゲハ蝶 」                                         |      |            |
| 16. | 「ミュージック・アワー 」                             |      |            |
| 17. | 「VS 」                                               |      |            |
| 18. | 「テーマソング 」                                     |      |            |
| 19. | 「暁 」                                               |      |            |
| 20. | 「OLD VILLAGER 」(ENCORE／未発表曲)                   |      |            |
| 21. | 「Century Lovers 」(ENCORE)                           |      |            |
| 22. | 「ジレンマ 」(ENCORE)                                 |      |            |
| 23. | 「『18thライヴサーキット "暁"』ドキュメンタリー映像」 |      |            |

| #  | タイトル              | 作詞 | 作曲・編曲 |
| -- | --------------------- | ---- | ---------- |
| 1. | 「Visual Album "暁"」 |      |            |

### CD
| #         | タイトル                                                        | 作詞  | 作曲・編曲 | 時間 |
| --------- | --------------------------------------------------------------- | ----- | ---------- | ---- |
| 1.        | 「サボテン（2022/12/06＠名古屋国際会議場 センチュリーホール）」 |       |            | 5:06 |
| 2.        | 「Hard Days,Holy Night（2022/12/16＠森のホール21(松戸)）」      |       |            | 5:17 |
| 3.        | 「Stand for one’s wish（2022/12/26＠TOKYO DOME CITY HALL）」    |       |            | 3:33 |
| 4.        | 「ジョバイロ（2022/12/27＠TOKYO DOME CITY HALL）」              |       |            | 4:32 |
| 5.        | 「オニオンスープ（2022/12/27＠TOKYO DOME CITY HALL）」          |       |            | 3:47 |
| 合計時間: | 合計時間:                                                       | 22:15 |            |      |

## Support Musicians
- 玉田豊夢[注釈 1]: Drums
- 山口寛雄: Bass
- tasuku: Guitars
- 皆川真人: Keyboards
- nang-chang: Manipulator